# Taunton (Massachusetts)
Pour les articles homonymes, voir Taunton (homonymie).

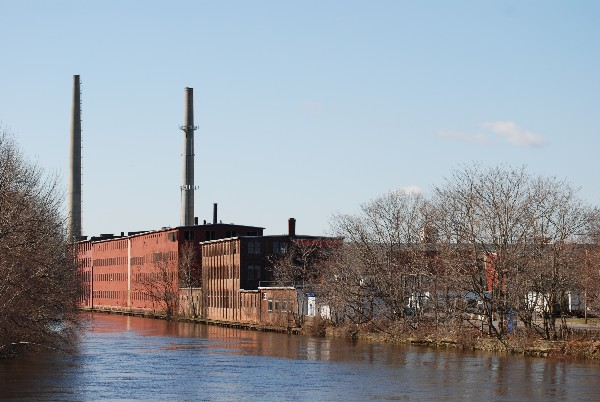
La rivière Taunton à Weir Village, avec l’ancienne usine d’argent F. B. Rogers et les stacks du TMLP au loin (2008). Ces bâtiments ont été démolis depuis.

Taunton est une ville du comté de Bristol dans le Massachusetts aux États-Unis. C'est le siège du comté de Bristol et le centre du Greater Taunton Area (en). La ville est située à 64 km au sud de Boston, 29 km à l'est de Providence, 16 km au nord de Fall River, 32 km au nord de New Bedford et 40 km à l'ouest de Plymouth. La ville de Taunton est sise sur la rivière Taunton qui traverse la ville et s'écoule vers le sud à 16 km de là, à Mount Hope Bay. Taunton est considérée comme une mill town (ville industrielle) du fait de la présence de plusieurs moulins en ville et à Fall River.
Au recensement de 2010, la ville comptait 55 874 habitants. Le maire actuel est Thomas Hoye Jr.
Fondée en 1637 par des membres de la Colonie de Plymouth, Taunton est une des plus vieilles villes des États-Unis. Les Indiens appelaient la région Cohannet, Tetiquet et Titicut avant l'arrivée des Européens. Taunton est aussi surnommée Silver city (Ville d'argent) car elle a été le centre historique de l'industrie de l'argent au XIXe siècle grâce à des entreprises telles que la Reed & Barton, F. B. Rogers Silver Co., Poole silver qui produisaient des objets en argent de très bonne qualité.

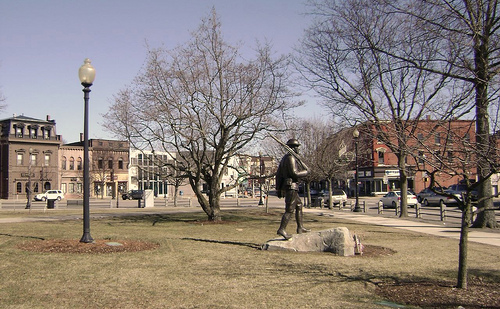
, dans le centre-ville.

Depuis décembre 1914, la ville de Taunton finance une grande exposition lumineuse annuelle sur la place dénommée Taunton Green (en), valant à la ville le surnom de Christmas city (Ville de Noël).
Le territoire de Taunton a inclus des villes et villages alentour, dont Norton, Easton, Mansfield, Dighton, Raynham et Berkley. L'appartenance de cette dernière ville demeure au travers de Taunton Hill à Assonet.[pas clair]

## Personnalités
- L'inventeur Isaac Babbitt (1799-1862) est natif de la ville.

## Jumelage
- Taunton (Angleterre)